# Frank Heller
Frank Heller, pseudonimo di Gunnar Serner (20 luglio 1886 – 14 ottobre 1947), è stato uno scrittore svedese.
Egli scrisse una serie di libri sulle transazioni commerciali in ambito internazionale.

## Vita privata
Fu il nonno dell'attore Håkan Serner.

## Opere
- The Emperor's Old Clothes, 1923 New York
- The Marriage of Yussuf Khan, Crowell New York 1923, Hutchinson & Co London 1924
- The Chinese Coats, London 1924
- The Grand Duke's Finances
- The Perilous Transactions of Mr. Collin, 1924
- The London Adventures of Mr. Collin, 1923
- Mr. Collin is Ruined, 1925
- The Strange Adventures of Mr. Collin, Crowell New York 1926
- The Thousand and Second Night, An Arabesque. Williams & Norgate, London, 1926
- Lead Me into Temptation, Crowell New York 1927
- Twilight of the Gladiators, 1944